# William E. Swing
Pour les articles homonymes, voir Swing.
William Edwin Swing, né le 26 août 1936, est un évêque à la retraite de l'Église épiscopalienne des États-Unis. Il a été évêque de Californie, basé à San Francisco, de 1979 à 2006,.

## Biographie

### Formation
Né en Virginie-Occidentale, Swing obtient un AB (licence ès lettres) et un DD (doctorat en théologie) du Kenyon College en 1958 et 1981, un M.Div. et un DD (maîtrise et doctorat en théologie) du Virginia Theological Seminary en 1961 et 1980. Il a également reçu plusieurs titres de docteur honoris causa, notamment celui de l'Université de San Francisco, parrainée par les Jésuites.

### Ministère presbytéral et épiscopal
Swing est ordonné diacre à Huntington (Virginie-Occidentale), le 11 juin 1961, puis il est ordonné prêtre à Wheeling (Virginie-Occidentale), le 20 décembre 1961. Il devient ensuite curé de l'église Saint-Matthieu à Wheeling de 1961 à 1963, puis vicaire de l'église Saint-Thomas à Weirton et de l'église Saint-Matthieu à Chester, toujours en Virginie-Occidentale, de 1963 à 1969. Enfin, il devient recteur de l'église Saint-Columba à Washington, DC, de 1969 à 1979,.
Élu septième évêque de Californie en 1979, il est consacré à la cathédrale Grace, à San Francisco, le 29 septembre de la même année. Il est le fondateur et président de l’United Religions Initiative (URI), une ONG internationale œuvrant à la promotion de la coopération interreligieuse. Il est auteur et conférencier et reçoit de nombreuses distinctions pour son engagement au service des autres.

## Engagement social, humanitaire et interreligieux
Durant son mandat d'évêque, Swing joue un rôle de pionnier dans la réponse à l'épidémie du VIH/SIDA et au problème des sans-abri. Il siège pendant plus de deux décennies au conseil d'administration de la Fondation américaine pour la recherche sur le sida (AmfAR). Il s'investit quotidiennement à San Francisco pour la désintoxication des alcooliques et drogués, l'aide aux immigrants latino-américains et les soins aux personnes âgées et aux sans-abri.
Dans les années 1990, Swing décide de consacrer le reste de sa vie à créer quelque chose qui ressemblerait à une sorte d'ONU des religions. Il partage auprès de diverses audiences sa vision d'une coopération révolutionnaire entre les religions du monde. L'idée de l'United Religions Initiative - URI (en français : Initiative des religions unies) naît en 1995. L'année suivante, il se rend en Chine, au Japon, en Corée du Sud, en Inde, au Moyen-Orient et en Europe pour solliciter les conseils et l'engagement des dirigeants de nombreuses religions du monde, notamment le Dalaï Lama, Mère Teresa, le Shankaracharya de Kanchipuram, le Grand Mufti de l'islam d'Égypte et l'archevêque de Cantorbéry. Le 26 juin 2000, la charte d'URI est signée et « les pèlerins pour la paix parcourent le monde ».
En 2009, il donne son nom à la Bishop Swing Community House, un centre d'hébergement permanent pour adultes sans domicile fixe, dans le South of Market à San Francisco.

## Publications
- 1997 : Building Wisdom's House, co-écrit par Stephen Pearce, John Schlegel et Bonnie Menes Kahn, publié par Da Capo Press
- 1998 : The Coming United Religions, CoNexus Press
- 1999 : A Swing with a Crosier, Diocèse épiscopal de Californie
- 2015 : A Bishop's Quest, Xoxox Press